# Commandant en chef des forces armées suédoises
Pour les articles homonymes, voir Commandant en chef des Forces armées.
Le commandant en chef des forces armées suédoises (suédois : överbefälhavaren, (ÖB)) est le plus haut responsable militaire des forces armées de la Suède, une administration d'État placée sous le contrôle du ministère de la Défense.
Le titulaire du poste est actuellement (2015) le général Sverker Göranson.

## Fonctions et responsabilités
Comme les autres officiers généraux, l'ÖB est nommé par le gouvernement. Son rôle à la tête des forces armées suédoises est double, il s'agit d'une part de faire en sorte que leur composition et leur préparation sont conformes aux décisions du gouvernement, et d'autre part de les utiliser pour mener à bien les missions de Défense qui leur sont confiées par ce même gouvernement.
Si un navire ou un aéronef étranger attaque un objectif situé sur le territoire suédois, l'ÖB est habilité à répondre par la force. Dans tous les autres cas de figure, le parlement est seul à même de décider de l'intervention des forces armées.

## Grade
Le détenteur du poste d'ÖB est, tout comme le roi Carl XVI Gustaf, titulaire du plus haut grade d'officier des forces armées suédoises, à savoir général ou amiral quatre étoiles. D'après le paragraphe 14 de la constitution de 1809, qui reste en vigueur jusqu'à la réforme de 1974, le roi est le commandant suprême des forces armées, même si en pratique cela fait bien longtemps que ce pouvoir est dévolu aux ministres qui gouvernent en son nom. D'après la constitution de 1974, qui entre en vigueur le 1er janvier 1975, les forces armées sont placées sous la supervision totale du gouvernement. Le grade militaire du roi devient dès lors purement honorifique.
En principe, l'ÖB est le seul membre des forces armées suédoises titulaire du grade de général ou amiral quatre étoiles. Néanmoins, l'ancien ÖB Håkan Syrén (en) conserve son rang lorsqu'il préside le comité militaire de l'Union européenne entre 2009 et 2012. C'est alors la première fois que la Suède compte deux généraux quatre étoiles en exercice.

## Liste historique des ÖB
Le poste d'ÖB est créé en 1939. Auparavant, chacune des trois armes (terre / air / mer) était placée directement sous le commandement du roi. Avec la création du poste d'ÖB, il s'agit donc d'avoir un chef militaire unique pour l'ensemble des forces armées.
| Photo | Nom                   | Entrée en fonction | Fin de fonction   | Arme  |
| ----- | --------------------- | ------------------ | ----------------- | ----- |
|       | Olof Thörnell (en)    | 8 décembre 1939    | 31 mars 1944      | Terre |
|       | Helge Jung (en)       | 1er avril 1944     | 31 mars 1951      | Terre |
|       | Nils Swedlund (en)    | 1er avril 1951     | 30 septembre 1961 | Terre |
|       | Torsten Rapp (en)     | 1er octobre 1961   | 30 septembre 1970 | Air   |
|       | Stig Synnergren (en)  | 1er octobre 1970   | 30 septembre 1978 | Terre |
|       | Lennart Ljung (en)    | 1er octobre 1978   | 30 septembre 1986 | Terre |
|       | Bengt Gustafsson (en) | 1er octobre 1986   | 30 juin 1994      | Terre |
|       | Owe Wiktorin (en)     | 1er juillet 1994   | 30 juin 2000      | Air   |
|       | Johan Hederstedt (en) | 1er juillet 2000   | 31 décembre 2003  | Terre |
|       | Håkan Syrén (en)      | 1er janvier 2004   | 24 mars 2009      | Mer   |
|       | Sverker Göranson (en) | 25 mars 2009       | 30 septembre 2015 | Terre |
|       | Micael Bydén (en)     | 1er octobre 2015   | -                 | Air   |